# Castell Moel Motte
Castell Moel Motte är ett slott i Storbritannien.   Det ligger i kommunen Carmarthenshire och riksdelen Wales, i den södra delen av landet, 290 km väster om huvudstaden London. Castell Moel Motte ligger 84 meter över havet.
Terrängen runt Castell Moel Motte är huvudsakligen platt, men norrut är den kuperad. Runt Castell Moel Motte är det ganska tätbefolkat, med 72 invånare per kvadratkilometer. Närmaste större samhälle är Llanelli, 19,2 km sydost om Castell Moel Motte. Trakten runt Castell Moel Motte består i huvudsak av gräsmarker.